# Gus Mayer
Gus Mayer Stores Inc. is een familiebedrijf in Birmingham, Alabama. De keten met twee warenhuizen in het luxe segment is eigendom van de Pizitz Management Group. Het heeft vestigingen in winkelcentrum The Summit in de regio Greater Birmingham en The Mall in Green Hills in Nashville, die beide bekend staan als luxe winkelcentra.

## Geschiedenis
Het warenhuis werd opgericht in 1900. Het oorspronkelijke warenhuis Gus Mayer bevond zich aan Canal Street in het centrum van New Orleans. Ooit waren er meer dan 20 Gus Mayer-winkels in het zuidoosten en zuidwesten.
De eerste locatie in Birmingham werd geopend in 1922 in het bouwblok achter het Molton Hotel aan 5th Avenue North. Later verhuisde de winkel naar 2240 Highland Avenue op de locatie Bottega Favorita. Twee jaar na de opening van het winkelcentrum Brookwood Village in 1973 verhuisde de winkel daarheen.
In 1975, toen de winkels afzonderlijk werden verkocht, kocht de familie Pizitz het warenhuis in Birmingham en voegde daar in 1990 de locatie in Nashville aan toe. Deze twee warenhuizen zijn anno 2023 de enige overgebleven Gus Mayer-winkels.
In 2002 werd de vestiging in winkelcentrum Colonial Brookwood Village verplaatst en uitgebreid, samen met de renovatie van het winkelcentrum. De nieuwe winkel van 2.000 m² werd ontworpen door Hambrecht Oleson Design Associates uit New York samen met de lokale architecten Crawford, McWilliams en Hatcher.
De schoenensalons bij Gus Mayer, waaronder een volledige Stuart Weitzman-boetiek en een Cole Haan-conceptstore worden geëploiteerd als shop-in-the-shops door David Kraselsky, die de winkelruimte huurt.
In 2010 verhuisde het Gus Mayer-filiaal in Colonial Brookwood Village ergens rond Valentijnsdag 2011 naar The Summit als onderdeel van een vernieuwde verkoopstrategie. De nieuwe 1.400 m² grootte winkel is eveneens ontworpen door Hambrecht Oleson. Bayer Properties diende bij de stad Birmingham een verzoekschrift in voor $ 500.000 aan belastingvermindering voor de deal.